# Phrix-Arbeitsgemeinschaft

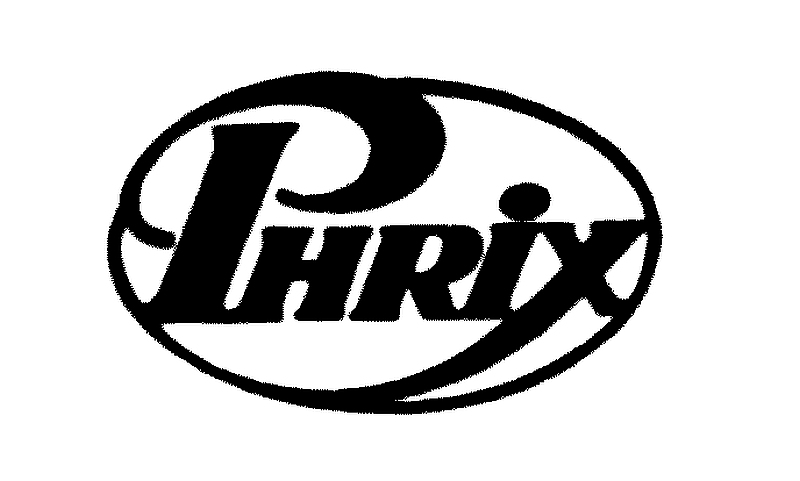
Logo Phrix-Arbeitsgemeinschaft

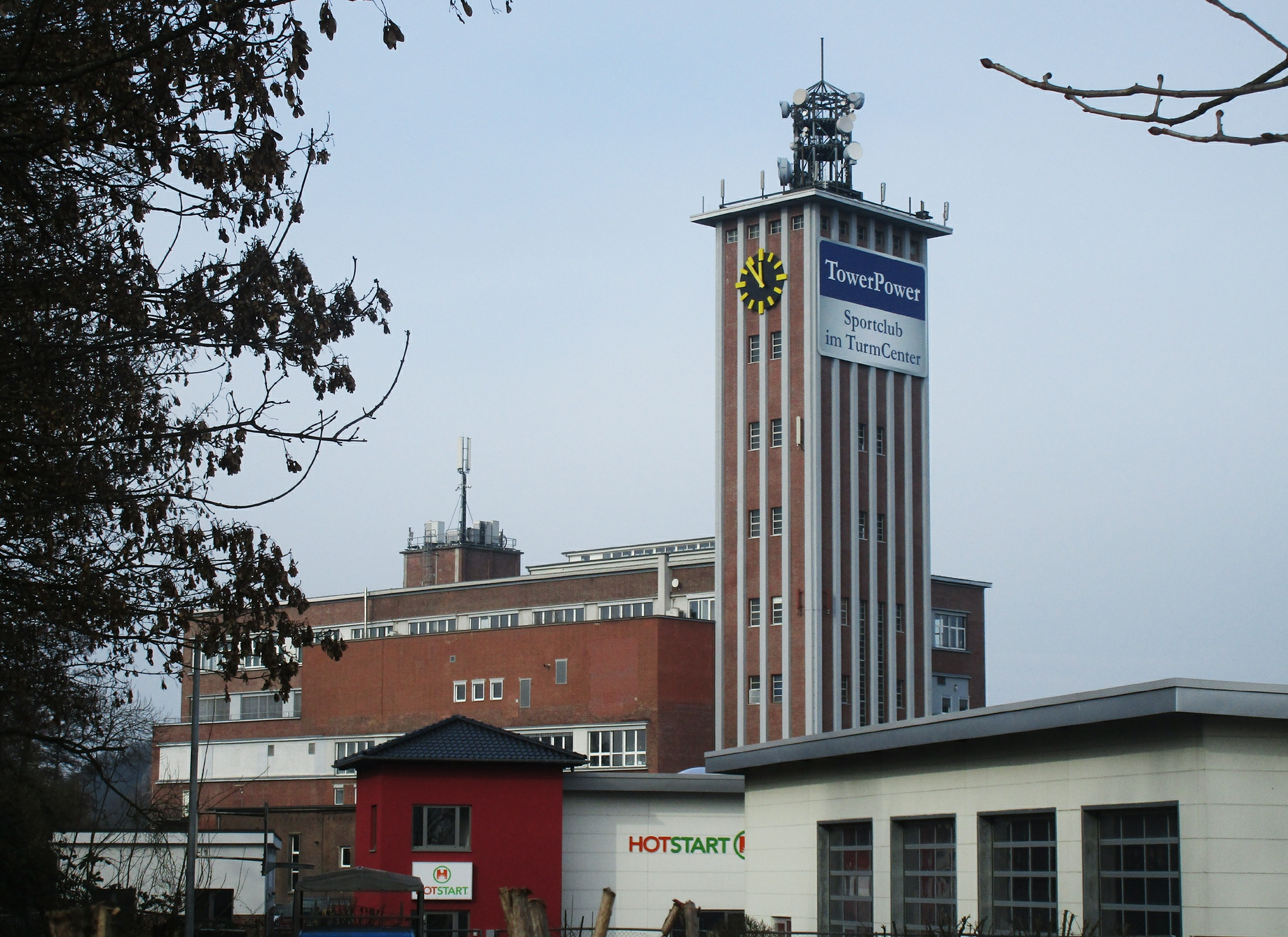
Der Turm der früheren Phrix-Werke AG in Siegburg (2017)

Die Phrix-Arbeitsgemeinschaft wurde am 28. September 1939 gegründet und war ein Instrument zur Bewirtschaftung und Kontrolle eines Teils der Textilindustrie und Zellstoffindustrie im Deutschen Reich.

## Geschichte
Die Phrix-Arbeitsgemeinschaft wurde von der Schlesischen Zellwolle AG geleitet. Sie war neben der mit gleichem Datum gegründeten Deutschen Zellwolle-Ring-Verkaufsgemeinschaft zuständig für die Bündelung der Aktivitäten der heimischen Zellstoffindustrie für den Binnenmarkt. Schwerpunkte waren die gemeinsame Forschung, die Entwicklung im Bereich Zellstoffe, die Steigerung der Produktion bei gleichzeitiger Senkung der Kosten und reichsumfassender Absatz. Sie übernahm die Aufgaben der 1938 erloschenen Deutsche Zellwolle Arbeitsgemeinschaft GmbH mit Sitz in Berlin, die durch die Mitglieder des Deutschen Zellwoll-Ring e. V. gegründet wurde und an der u. a. seit 1935/36 das Spinnstoffwerk Glauchau AG beteiligt war.

## Mitglieder und verbundene Unternehmen
Mitglieder waren die Kurmärkische Zellwolle und Zellulose AG, Rheinische Zellwolle AG, ab 1935/1936 die Rheinische Kunstseide AG und ab 1939 die Zellwolle und Zellulose AG mit Sitz in Küstrin.
Andere Werke wurden Mitglieder der Deutschen Zellwolle-Ring GmbH.
Neben der Phrix-Arbeitsgemeinschaft wurde Betriebsabläufe auch über die Phrix-Verfahrensverwertungs AG sowie die Phrix-Werke AG koordiniert, deren Leitung im Einflussbereich von Richard-Eugen Dörr lag.